# Strömarån
Strömarån är ett vattendrag i norra Uppland, Tierps kommun. Längd ca 25 km, inkl. källflöden 35 km. Strömarån avvattnar sjön Strömaren ca 8 km öster om Tierp och rinner norrut mot mynningen i Lövstabukten. På sin färd mot havet passerar Strömarån byarna Hillebola, Åkerby, Österlövsta och Skärplinge. Största biflöde är Elingeån. Ån har fyra större dammar som utgör vandringshinder för fisk. Dammarna ligger vid Skärplinge, Åkerby, Hillebola och vid sjön Strömaren. Strömaråns avrinningsområde är 160 km², varav 74 % skogsmark, 5 % våtmarker, 18 % åker- och ängsmark, 2 % sjöar och 1 % övrig mark. Ån och dess biflöden är grundligt utdikade.